# Хаборо
Хаборо (яп. 羽幌町 Хаборо-тё:) — посёлок в Японии, находящийся в уезде Томамаэ округа Румои губернаторства Хоккайдо. Площадь посёлка составляет 472,53 км², население — 7642 человека (30 июня 2014), плотность населения — 16,17 чел./км².

## Географическое положение
Посёлок расположен на острове Хоккайдо в губернаторстве Хоккайдо. С ним граничат посёлки Томамаэ, Эмбецу, Хороканай и село Сёсамбецу.

## Население
Население посёлка составляет 7642 человека (30 июня 2014), а плотность — 16,17 чел./км². Изменение численности населения с 1980 по 2005 годы:
| 1980 | 13 254 чел. |  |
| 1985 | 12 256 чел. |  |
| 1990 | 10 944 чел. |  |
| 1995 | 10 102 чел. |  |
| 2000 | 9364 чел.   |  |
| 2005 | 8740 чел.   |  |